# Chomelia occidentalis
Chomelia occidentalis är en måreväxtart som beskrevs av Johannes Müller Argoviensis. Chomelia occidentalis ingår i släktet Chomelia och familjen måreväxter. Inga underarter finns listade i Catalogue of Life.